# Ignaz Umlauf
Pour les articles homonymes, voir Umlauf.
Ignaz Umlauf (aussi Umlauff, né le 21 août 1746 à Kirchberg am Wagram, Basse-Autriche; † 8 juin 1796 à Meidling près de Vienne) est un compositeur, altiste et chef d'orchestre autrichien.

## Biographie
Umlauf qui a reçu son éducation musicale, entre autres, d'Antonio Salieri, était en 1772 altiste à l'Orchestre de l'Opéra de la Cour de Vienne. En 1778, il a obtenu un grand succès avec la première de son singspiel Die Bergknappen à l'occasion du « Deutschen National-Singspiels » (« Singspiel allemand national ») de l'empereur Joseph II. En 1782, il a pris en charge la formation des Petits chanteurs (Singknaben) de la musique de cour. En 1783, il était remplaçant de Salieri à la compagnie d'opéra italien nouvellement créée. À partir de 1789, il a remplacé le Hofkapellmeister Salieri pendant ses absences. En 1790 il s'est déplacé en tant que membre de la musique de cour pour le couronnement de l'empereur Leopold II à Francfort. Il appartenait au cercle des proches de Gottfried van Swieten et y a rencontré Wolfgang Amadeus Mozart, avec qui il a fait de la musique. Il a par exemple, dirigé le Messie de Haendel. Peu de temps avant sa mort, Umlauf a été encore nommé professeur de musique des jeunes archiducs.
Son fils Michael Umlauf (1781-1842) a été aussi un compositeur notable, et sa fille Elisabeth, mère du compositeur Gustav Hölzel, a été une contralto à l'opéra.

## Œuvres
Umlauf a été un des compositeurs de singspiel les plus importants de la seconde moitié du XVIIIe siècle. Parmi ses nombreuses œuvres, on peut citer :
- Die Insel der Liebe (1772)
- Die Bergknappen (1778)
- Die schöne Schusterinn oder Die puecefarbenen Schuhe (1779) - Ludwig van Beethoven a écrit deux arias pour ce singspiel.
- Das Irrlicht (1782)
- Die glücklichen Jäger (1786)
- Der Ring der Liebe (1786)

Umlauf a également écrit des symphonies, de la musique d'église et des lieder.